# Hartwig Löger
Hartwig Löger (Selzthal, 15 luglio 1965) è un politico ed ex dirigente d'azienda austriaco, Cancelliere federale dell'Austria ad interim dal 28 maggio al 3 giugno 2019 in seguito al voto di sfiducia a Sebastian Kurz. Ha anche ricoperto l'incarico di Ministro delle Finanze dal 18 dicembre 2017 al 3 giugno 2019. Dal 22 maggio 2019 sino alla sua nomina a cancelliere del 28 maggio è stato vice-cancelliere dell'esecutivo di Kurz dopo le dimissioni di Heinz-Christian Strache.

## Biografia
Nato in Stiria, si è laureato nel 1983 allo Stiftsgymnasium Admont. Deciso a diventare pilota di aerei, Löger inizia il corso di addestramento presso il Bundesheer ma a causa di un infortunio al ginocchio, fallisce l'esame e finisce casualmente nel ramo assicurativo. Nel 1987 inizia a frequentare un corso per economia delle assicurazioni presso l'Università di economia e commercio di Vienna e dal 1999 al 2001 effettua un corso di gestione internazionale (IMEA) presso l'Università di San Gallo. 
Dal 1985 al 1989 Löger lavora come consulente alla clientela per un agente assicurativo. Successivamente lavora per Allianz fino al 1996 come direttore delle vendite per la regione Stiria, poi come assistente alla direzione della Grazer Wechselseitige e fino al 2002 come direttore delle vendite presso la Donau Versicherung. 
Dal 2011 al 2017 è stato amministratore delegato di UNIQA Austria (facente parte del Gruppo assicurativo Uniqa) e dal 18 dicembre 2017, come membro del Partito Popolare Austriaco, ricopre il ruolo di ministro delle finanze nel governo di coalizione del cancelliere Sebastian Kurz.
Accanto a Gernot Blümel, Günther Helm (Hofer KG) e Wolfgang Leitner, Löger è membro del comitato di nomina della Industrieholding dal gennaio 2018. Il comitato decide chi viene inviato al consiglio di sorveglianza delle società con partecipazione azionaria statale.
Il 22 maggio 2019 è nominato Vice Cancelliere al posto del dimissionario Heinz-Christian Strache, coinvolto nella vicenda dello scandalo di Ibiza che ha portato alle dimissioni di parte del governo e alla decisione di indire nuove elezioni a settembre 2019. Il 28 maggio 2019 presta giuramento come Cancelliere ad interim dell'Austria dopo il voto di sfiducia espresso dal Parlamento nei confronti del governo Kurz, restando in carica fino al 3 giugno 2019, succeduto da Brigitte Bierlein.